# Karel N.L. Grazell
Karel Nicolaas Leendert Grazell (Amsterdam, 3 april 1928 - Amsterdam, 7 december 2020) was een Nederlandse schrijver en dichter.
Grazell 'debuteerde’ rond 1938 met onder andere een rijmpje in huis-aan-huisblad De Bosrand, publiceerde gedichten (en proza) in Propria Cures (1946-1950 onder pseudoniemen Leins Janema, L. Grane, ZEC, en anoniem), werd door W.F. Hermans gelanceerd in literair tijdschrift Criterium (1948). Gedichten in Podium, Braak e.d., in diverse bloemlezingen (onder andere De Spiegel der Nederlandse poëzie) en op verschillende websites.
Veel bundels poëzie bij een aantal uitgevers (onder andere Poëziereeks De Windroos no. 50), ook verhalend/anekdotisch proza. Schrijft en verspreidt veel herinneringen (uit z’n ervaringen in schilderswereld, literatuur – zoals Vijftigers –, beroepstoneel, schaken, reclame, journalistiek etc.), ‘biografisch’ werk (zoals over Willem J. van der Molen, Bouke Jagt, Henk Hilhorst, Fred Portegies Zwart), novellen, kinderverhalen etc. Trad onder meer tijdlang op met ‘leseriek’ collectief (integratie poëzie en beeld). Schreef en schrijft (onder andere literaire) columns, was lid van diverse literaire redacties. Opschriften op beeld Helden-Panningen, zonnewijzer Tokio, gedenksteen Molen van Sloten. Enkele keren gehuldigd (onder andere in Vondelkerk). Diverse prijzen en nominaties. Benoemd in de Orde van Oranje-Nassau. Gekozen tot een van de ‘Helden van 2002’ (KRO).
Hij studeerde economie, communicatie, massapsychologie (niet af), werkte als aardappelrooier, assistent belastingconsulent, journalist/verslaggever, correspondent, organisator literaire avonden bij vriendin Claartje Eisenloeffel, medeoprichter NiKa avonden (samen met vriend Nico Knapper), juridisch adviseur, officier (Horeca), maker van pick-upelementen, afdelingschef ten stadhuize, copywriter/creatief verantwoordelijke in (inter)nationale reclamebureaus, marketingmanager, accountexecutive, below-the-line adviseur, en regisseerde audio-video. Na z’n loopbaan (1984) vrijwilliger: zoals les in velerlei vormen van schrijven, radio en TV/film, marketingadviseur van nonprofit organisaties, soms onder meer dj, presentator tv-film, galeriehouder, lid van raden van advies, ontwerper, ‘incidenteel helpend geheugen’ bij werk over bijvoorbeeld Vijftigers e.v.a. Braak, Jan Arends, Lucebert, salon Koos Frielink (waar hij enkele keren ‘optrad’).
Op 1 oktober 2006 werd Grazell verkozen tot eerste Stadsdeeldichter van het Stadsdeel ZuiderAmstel van de gemeente Amsterdam.

## Werken
- Bouke Jagt (van Odoorn), dichter, kinderboekenschrijver. Productie: Leins Janema (uitgegeven in eigen beheer)
- Leins Janema (= Karel N.L. Grazell), Met een keel van taal. Utrecht-Bunnik, Sjaalmanpers, 1987, 24 p., 50 ex.
- Karel N.L. Grazell & Jan Praas, Als het ware, Literaire herinneringen en anekdotes. Utrecht-Bunnik, Sjaalmanpers, 1987, 25p., 45 ex.